# Tillandsia turneri
Tillandsia turneri, conocida como quiche o cardo, es una especie de planta de la familia de las bromelíaceas, que se encuentra en Colombia, Venezuela, Guyana y noroeste de Brasil, en páramos y bosques entre los 1800 y 3650 m s. n. m.

## Descripción
Es una hierba epífita. Alcanza entre 25 y 70 cm de altura. Hoja triangulares, de 25 a 66 cm de largo por 2,5 a 6 cm de ancho, con escamas que le dan color verde grisáceo en la haz y gris plateado en el envés.  Inflorescencia densamente bipinnada, brácteas rojas, flores con pétalos blancuzcos a crema o rosado, de ápice rosado a morado. El fruto es una cápsula y la semilla comosa